# Dmitrij Onika
Dmitrij Grigorjewicz Onika (ros. Дми́трий Григо́рьевич Они́ка, ur. 8 listopada?/21 listopada 1910 w Krzemieńczuku, zm. 3 września 1968 w Moskwie) – radziecki polityk i wojskowy, generał pułkownik, ludowy komisarz/minister przemysłu węglowego zachodnich rejonów ZSRR (1946–1947), minister przemysłu węglowego wschodnich rejonów ZSRR (1947–1948).
1920-1921 robotnik rolny w guberni połtawskiej, później uczeń ślusarza, 1925-1928 uczeń szkoły fabryczno-zawodowej, później pomocnik maszynisty. W latach 1929–1930 słuchacz kursów przy żytomierskim Instytucie Pedagogicznym (obecnie Żytomierski Uniwersytet Państwowy im. Iwana Franki), od 1930 członek WKP(b) i student Moskiewskiego Instytutu Górniczego (specjalność: górniczy inżynier elektromechanik). Po ukończeniu 1938 studiów pracował w przemyśle węglowym, 1942-1945 był szefem kombinatu „Moskwougol”. Od października 1941 do stycznia 1942 inżynier brygady, dowódca 8 Armii Saperskiej Frontu Południowego, po wojnie mianowany generałem pułkownikiem służby inżynieryjno-technicznej. Od 19 stycznia 1946 do 17 stycznia 1947 ludowy komisarz/minister przemysłu węglowego zachodnich rejonów ZSRR, od 17 stycznia 1947 do 28 grudnia 1948 minister przemysłu węglowego wschodnich rejonów ZSRR. Od 1954 doktor nauk technicznych, pracował w sownarchozie w Karagandzie, w latach 1962–1964 dyrektor Instytutu Naukowo-Badawczego Pracy w Moskwie. Od 1965 profesor i pracownik Komitetu Planowania Gospodarczego ZSRR. Deputowany do Rady Najwyższej ZSRR 4 i 5 kadencji. Pochowany na cmentarzu Nowodziewiczym.

## Odznaczenia
- Order Lenina (trzykrotnie)
- Order Czerwonego Sztandaru Pracy (trzykrotnie)
- Order Czerwonej Gwiazdy
- Medal „Za pracowniczą dzielność”
- Medal „Za obronę Stalingradu”
- Medal „Za obronę Kaukazu”
- Medal „Za zwycięstwo nad Niemcami w Wielkiej Wojnie Ojczyźnianej 1941–1945”
- Medal jubileuszowy „Dwudziestolecia zwycięstwa w Wielkiej Wojnie Ojczyźnianej 1941–1945”
- Medal „Za ofiarną pracę w Wielkiej Wojnie Ojczyźnianej 1941–1945”
- Medal „Za odbudowę kopalni węgla Donbasu”
- Medal „W upamiętnieniu 800-lecia Moskwy”
- Medal jubileuszowy „50 lat Sił Zbrojnych ZSRR”
- Krzyż Komandorski z Gwiazdą Orderu Odrodzenia Polski – PRL (1950)[1]
- Krzyż Komandorski Orderu Odrodzenia Polski – PRL